# Mutiu Adepoju
Mutiu Adepoju (Ibadán, Nigeria, 22 de diciembre de 1970) es un exfutbolista nigeriano. Jugaba de centrocampista. Actualmente su trabajo es el de coordinador de la oficina de LaLiga en Nigeria.

## Trayectoria
Debutó en España con el Real Madrid Castilla. En la temporada 92/93 ficharía por el Racing de Santander, donde jugaría 134 partidos, anotando 26 goles. Junto a Sunday Oliseh y Jay-Jay Okocha, fue uno de los pulmones del centro del campo de la Selección de fútbol de Nigeria que en la Copa Mundial de Fútbol de 1998 contribuyó decisivamente a la eliminación de la Selección de fútbol de España. Mutiu, entonces jugador de la Real Sociedad, marcó el primer gol de Nigeria en su partido contra España (3-2) cabeceando el balón al palo corto de Andoni Zubizarreta desde la línea del área pequeña. En ese torneo, Nigeria sería eliminada tras perder contra la Selección de fútbol de Dinamarca (1-4) en octavos de final.

## Selección nacional
Ha sido internacional con la Selección de fútbol de Nigeria con la cual disputó 54 encuentros en los que anotó 5 goles.

### Participaciones en Copas del Mundo
| Mundial                        | Sede                  | Resultado        |
| ------------------------------ | --------------------- | ---------------- |
| Copa Mundial de Fútbol de 1994 | Estados Unidos        | Octavos de final |
| Copa Mundial de Fútbol de 1998 | Francia               | Octavos de final |
| Copa Mundial de Fútbol de 2002 | Corea del Sur y Japón | Primera fase     |

## Clubes
| Club                 | País           | Temporada | Encuentros disputados | Goles |
| -------------------- | -------------- | --------- | --------------------- | ----- |
| CD Cobeña            | España         | 2005-2006 |                       |       |
| CD Eldense           | España         | 2003-2004 |                       |       |
| AEL Limassol         | Chipre         | 2002-2003 |                       |       |
| Samsunspor           | Turquía        | 2001-2002 |                       |       |
| UD Salamanca         | España         | 2001-2002 | 16                    | 0     |
| Al Ittihad           | Arabia Saudita | 2000-2001 |                       |       |
| Real Sociedad        | España         | 1999-2000 | 14                    | 0     |
| Real Sociedad        | España         | 1998-1999 | 20                    | 0     |
| Real Sociedad        | España         | 1997-1998 | 21                    | 2     |
| Real Sociedad        | España         | 1996-1997 | 36                    | 6     |
| Racing de Santander  | España         | 1995-1996 | 37                    | 7     |
| Racing de Santander  | España         | 1994-1995 | 21                    | 4     |
| Racing de Santander  | España         | 1993-1994 | 29                    | 3     |
| Racing de Santander  | España         | 1992-1993 | 37                    | 11    |
| Real Madrid Castilla | España         | 1991-1992 | 27                    | 8     |